# إميل كوستيلو
إميل كوستيلو (بالإنجليزية: Emil Costello)‏ هو نقابي وسياسي أمريكي، ولد في 2 يناير 1908، وتوفي في 9 فبراير 1994. حزبياً، نشط في Wisconsin Progressive Party ‏. وقد انتخب عضو جمعية ولاية ويسكونسن.